# Leposoma annectans
Leposoma annectans — вид ящірок родини гімнофтальмових (Gymnophthalmidae). Ендемік Бразилії.

## Поширення і екологія
Leposoma annectans мешкають в прибережних районах в штаті Баїя, на північному сході Бразилії. Вони живуть у вологих рівнинних атлантичних лісах, серед опалого листя, та на тінистих кавових плантаціях кабрука.